# H.A. Rey
Hans Augusto Rey, kendt som H. A. Rey (16. september 1898 i Hamburg i Tyskland – 26. august 1977 i Cambridge, Massachusetts i USA) var en tysk-amerikansk illustrator og børnebogforfatter. Sammen med sine kone Margaret Rey, som han havde giftet sig med i 1935, skabte han flere billedbøger for børn. Særlig kendt blev de for serien om abekatten Peter Pedal (Curious George). H. A. Rey underviste ellers i astronomi.
Rey og hans kone havde i 1940 under nazisternes fremrykning flygtet fra Paris med manuskripterne til Peter Pedal.